# Scleropodium obtusifolium
Scleropodium obtusifolium är en bladmossart som beskrevs av Kindberg in Macoun 1892. Scleropodium obtusifolium ingår i släktet Scleropodium och familjen Brachytheciaceae. Inga underarter finns listade i Catalogue of Life.